# فاسيف دوراربيلي
فاسيف دوراربيلي Vasif Durarbayli (ولد في 24 فبراير 1992) لاعب شطرنج أذربيجاني يحمل لقب أستاذ كبير.

## ألقاب
- حصل على لقب أستاذ دولي عام 2007.
- حصل على لقب أستاذ كبير عام 2010.

## إنجازات
- تأهل لكأس العالم للشطرنج عام 2013، وخسر في الجولة الأولى أمام أنتون كوروبوف.
- تأهل لكأس العالم للشطرنج في عام 2015 كمرشح من المنظمين، وخسر في الجولة الأولى أمام الفيتنامي لي كوانغ ليم.

## روابط خارجية
- فاسيف دوراربيلي على موقع الاتحاد الدولي للشطرنج (الإنجليزية)
- فاسيف دوراربيلي على موقع مباريات الشطرنج (الإنجليزية)
- فاسيف دوراربيلي على موقع 365Chess.com (الإنجليزية)
- فاسيف دوراربيلي على موقع Chesstempo.com (الإنجليزية)
- فاسيف دوراربيلي على موقع الاتحاد الأمريكي للشطرنج (الإنجليزية)
- فاسيف دوراربيلي سجل أولمبياد الشطرنج على موقع OlimpBase.org (الإنجليزية)